# Schwedische Leichtathletik-Meisterschaften 2019
Die 124. Schwedischen Leichtathletik-Meisterschaften wurden vom 30. August bis zum 1. September 2019 im Tingvalla IP in der schwedischen Universitätsstadt Karlstad ausgetragen. Die Staffelwettbewerbe sowie Mehrkämpfe, Straßenbewerbe und Klubmeisterschaften wurden an anderen Tagen ausgetragen.

## Medaillengewinner

### Männer
| Disziplin            | Gold                                                                                 | Leistung     | Silber                                                                     | Leistung     | Bronze                                                                        | Leistung     |
| -------------------- | ------------------------------------------------------------------------------------ | ------------ | -------------------------------------------------------------------------- | ------------ | ----------------------------------------------------------------------------- | ------------ |
| 100 m                | Henrik Larsson                                                                       | 10,26 s      | Emmanuel Dawlson                                                           | 10,60 s      | Jean-Christian Zirignon                                                       | 10,75 s      |
| 200 m                | Henrik Larsson                                                                       | 20,78 s      | Felix Svensson                                                             | 20,84 s      | Anders Pihlblad                                                               | 21,17 s      |
| 400 m                | Nick Ekelund-Arenander                                                               | 47,28 s      | Anton Sigurdsson                                                           | 47,34 s      | Emil Johansson                                                                | 47,81 s      |
| 800 m                | Andreas Kramer                                                                       | 1:47,17 min  | Erik Martinsson                                                            | 1:48,75 min  | Berhe Kidane                                                                  | 1:48,80 min  |
| 1500 m               | Kalle Berglund                                                                       | 3:40,93 min  | Abubakar Abdullahi                                                         | 3:43,63 min  | Emil Danielsson                                                               | 3:44,21 min  |
| 5000 m               | Suldan Hassan                                                                        | 14:02,45 min | Robel Fsiha                                                                | 14:05,96 min | David Nilsson                                                                 | 14:11,26 min |
| 10.000 m             | Adhanom Abraha                                                                       | 29:21,23 min | Robel Fsiha                                                                | 29:23,17 min | Emil Millán de la Oliva                                                       | 29:27,53 min |
| 10-km Straßenlauf    | Robel Fsiha                                                                          | 29:23 min    | David Nilsson                                                              | 29:31 min    | Olle Walleräng                                                                | 29:42 min    |
| Halbmarathon         | Robel Fsiha                                                                          | 1:03:02 h    | Niklas Jonsson                                                             | 1:06:14 h    | Jonas Leandersson                                                             | 1:06:54 h    |
| Marathon             | Adhanom Abraha                                                                       | 2:16:48 h    | Ebba Tulu Chala                                                            | 2:20:30 h    | Mustafa Mohamed                                                               | 2:21:09 h    |
| 100-km Straßenlauf   | Elov Olsson                                                                          | 6:38:44 h    | Linus Wirén                                                                | 6:44:18 h    | Sebastian Pokorny                                                             | 7:24:40 h    |
| 4-km Crosslauf       | Mohammad Reza                                                                        | 11:44 min    | Emil Millán de la Olivia                                                   | 11:45 min    | Daniel Lundgren                                                               | 11:48 min    |
| 10-km Crosslauf      | Samuel Tsegay                                                                        | 30:48 min    | Napoleon Solomon                                                           | 30:55 min    | Mohammad Reza                                                                 | 31:01 min    |
| 4-km Crosslauf-Team  | Spårvägens FK: Mohammad Reza Emil Danielsson John Foitzik                            | 15 Punkte    | Hässelby SK: Andreas Åhwall Elmar Engholm Emil Blomberg                    | 43 Punkte    | IFK Umeå FI: Robin Rohlén Martin Nilsson Patrik Wikström                      | 56 Punkte    |
| 10-km Crosslauf-Team | Spårvägens FK I: Mohammad Reza Archie Casteel John Foitzik                           | 17 Punkte    | IFK Umeå FI: Robin Rohlén Martin Nilsson Patrik Wikström                   | 41 Punkte    | Spårvägens FK II: John Börjesson Alexander Söderberg Anders Fox               | 42 Punkte    |
| 110 m Hürden         | Max Hrelja                                                                           | 14,10 s      | Hampus Widlund                                                             | 14,11 s      | Anton Levin                                                                   | 14,12        |
| 400 m Hürden         | Carl Bengtström                                                                      | 50,38 s      | Hampus Widlund                                                             | 50,70 s      | Isak Andersson                                                                | 51,17        |
| 3000 m Hindernis     | Simon Sundström                                                                      | 8:46,59 min  | Emil Blomberg                                                              | 8:53,05 min  | Omar Nuur                                                                     | 8:53,94 min  |
| 4 × 100 m Staffel    | Malmö AI I: Kasper Kadestål Austin Hamilton Thobias Montler Jean Christian Zirignon  | 39,62 s      | Malmö AI II: Max Hrelja Anton Levin Douglas Hellbratt Amadou Sussoho       | 41,06 s      | KFUM Örebro: Jonatan Hirsh Eric Larsson Braulio Ribeiro Anders Pihlblad       | 41,68 s      |
| 4 × 400 m Staffel    | Malmö AI: Anton Sigurdsson Simon Martinsson Douglas Hellbratt Nick Ekelund-Arenander | 3:14,58 min  | Örgryte IS: Jonathan Carbe Felix Francois Samuel Wiik Carl Bengtström      | 3:14,72 min  | Ullevi FK: Oskar Greilert Martin Selin Joakim Karlsson Adam Danielsson        | 3:15,24 min  |
| 4 × 800 m Staffel    | Hässelby SK: Anton Axelsson Anton Persson Gustav Berlin Elmar Engholm                | 7:37,00 min  | Ullevi FK: Hampus Börjesson Alexander Lundskog Ali al-Janabi Suldan Hassan | 7:37,61 min  | Mölndals AIK: Mikael Rosenqvist Alexander Nilsson Johan Lamm Simon Wallenlind | 7:46,72 min  |
| 4 × 1500 m Staffel   | Spårvägens FK II: Alexander Holmblad Johan Walldén Emil Danielsson Kalle Berglund    | 15:31,40 min | Hässelby SK: Anton Persson Axel Djurberg Erik Djurberg Gustav Berlin       | 16:04,80 min | Spårvägens FK I: John Foitzik Daniel Gleimar Gustav Nordling Anders Fox       | 16:06,83 min |
| Hochsprung           | Andreas Carlsson                                                                     | 2,13 m       | Fabian Delryd                                                              | 2,11 m       | Melwin Lycke Holm                                                             | 2,09 m       |
| Stabhochsprung       | Melker Svärd Jacobsson                                                               | 5,50 m       | Oscar Janson                                                               | 5,08 m       | Carl Sténson                                                                  | 5,03 m       |
| Weitsprung           | Thobias Montler                                                                      | 8,01 m       | Andreas Otterling                                                          | 7,74 m       | Andreas Carlsson                                                              | 7,74 m       |
| Dreisprung           | Jesper Hellström                                                                     | 15,80 m      | Erik Ehrlin                                                                | 15,36 m      | Isak Persson                                                                  | 15,12 m      |
| Kugelstoßen          | Wictor Petersson                                                                     | 20,33 m      | Niklas Arrhenius                                                           | 18,73 m      | Jesper Arbinge                                                                | 18,64 m      |
| Diskuswurf           | Daniel Ståhl                                                                         | 69,23 m      | Niklas Arrhenius                                                           | 61,14 m      | Simon Pettersson                                                              | 61,06 m      |
| Hammerwurf           | Mattias Lindberg                                                                     | 70,11 m      | Ragnar Carlsson                                                            | 66,21 m      | Ryan McCullough                                                               | 66,19 m      |
| Speerwurf            | Kim Amb                                                                              | 86,03 m      | Jiannis Smalios                                                            | 76,39 m      | Sebastian Thörngren                                                           | 74,98 m      |
| Zehnkampf            | Fredrik Samuelsson                                                                   | 7873 Punkte  | Andreas Gustafsson                                                         | 7437 Punkte  | Rasmus Elfgaard                                                               | 6676 Punkte  |
| Klubmeisterschaft    | Ullevi FK                                                                            | 75 Punkte    | Hässelby SK                                                                | 74 Punkte    | Spårvägens FK                                                                 | 70 Punkte    |

### Frauen
| Disziplin            | Gold                                                                            | Leistung     | Silber                                                                   | Leistung     | Bronze                                                                       | Leistung     |
| -------------------- | ------------------------------------------------------------------------------- | ------------ | ------------------------------------------------------------------------ | ------------ | ---------------------------------------------------------------------------- | ------------ |
| 100 m                | Irene Ekelund                                                                   | 11,51 s      | Daniella Busk                                                            | 11,75 s      | Claudia Payton                                                               | 11,78 s      |
| 200 m                | Irene Ekelund                                                                   | 23,56 s      | Moa Hjelmer                                                              | 23,83 s      | Elin Östlund                                                                 | 23,97 s      |
| 400 m                | Moa Hjelmer                                                                     | 54,15 s      | Sandra Knezevic                                                          | 54,68 s      | Linnea Killander                                                             | 55,31 s      |
| 800 m                | Hanna Hermansson                                                                | 2:04,82 min  | Linn Söderholm                                                           | 2:10,77 min  | Lovisa Bivstedt                                                              | 2:11,33 min  |
| 1500 m               | Yolanda Ngarambe                                                                | 4:26,23 min  | Hanna Hermansson                                                         | 4:26,65 min  | Sara Christiansson                                                           | 4:31,53 min  |
| 5000 m               | Meraf Bahta                                                                     | 15:56,68 min | Samrawit Mengsteab                                                       | 15:57,68 min | Sara Christiansson                                                           | 15:57,69 min |
| 10.000 m             | Samrawit Mengsteab                                                              | 35:03,93 min | Cecilia Norrbom                                                          | 35:05,31 min | Johanna Eriksson                                                             | 35:06,42 min |
| 10-km Straßenlauf    | Charlotta Fougberg                                                              | 33:59 min    | Anastasia Denisova                                                       | 34:18 min    | Samrawit Mengsteab                                                           | 35:03 min    |
| Halbmarathon         | Charlotta Fougberg                                                              | 1:13:16 h    | Hanna Lindholm                                                           | 1:40:20 h    | Cecilia Norrbom                                                              | 1:16:10 h    |
| Marathon             | Mikaela Larsson                                                                 | 2:36:32 h    | Johanna Bäcklund                                                         | 2:39:08 h    | Hanna Lindholm                                                               | 2:41:31 h    |
| 100-km Straßenlauf   | Lisa Ring                                                                       | 7:58:11 h    | Krisztina Ruscsák                                                        | 8:12:15 h    | Therese Fredriksson                                                          | 9:02:25 h    |
| 4-km Crosslauf       | Samrawit Mengsteab                                                              | 13:45 min    | Sara Christiansson                                                       | 13:46 min    | Hanna Bergström                                                              | 13:57 min    |
| 10-km Crosslauf      | Samrawit Mengsteab                                                              | 35:30 min    | Moa Lundgren                                                             | 35:38 min    | Sara Holmgren                                                                | 36:05 min    |
| 4-km Crosslauf-Team  |                                                                                 |              |                                                                          |              |                                                                              |              |
| 10-km Crosslauf-Team | Örgryte IS I: Sara Holmgren Johanna Larsson Hanna Michaelsson                   | 16 Punkte    | Hässelby SK: Sanna Mustonen Gabriella Samuelsson Kerstin Axelsson        | 29 Punkte    | FK Studenterna II: Anna Jonsson Emilia Todorovska Malin Gibrand              | 46 Punkte    |
| 100 m Hürden         | Emma Tuvesson                                                                   | 13,76 s      | Malin Skogström                                                          | 14,13 s      | Amanda Holmberg                                                              | 14,18 s      |
| 400 m Hürden         | Hanna Palmqvist                                                                 | 58,75 s      | Moa Granat                                                               | 59,44 s      | Johanna Holmén Svensson                                                      | 60,30 s      |
| 3000 m Hindernis     | Linn Söderholm                                                                  | 10:21,94 min | Julia Samuelsson                                                         | 10:29,88 min | Tova Eurén                                                                   | 10:34,34 min |
| 4 × 100 m Staffel    | Ullevi FK: Claudia Payton Denise Eriksson Matilda Hellqvist Lisa Lilja          | 44,87 s      | Spårvägens FK: Gladys Bamane Isabelle Eurenius Irene Ekelund Moa Hjelmer | 45,18 s      | Malmö AI: Nikki Anderberg Daniella Busk Wilma Rosenquist Linnea Killander    | 45,23 s      |
| 4 × 400 m Staffel    | Ullevi FK: Denise Eriksson Lisa Lilja Johanna Holmén Svensson Matilda Hellqvist | 3:44,74 min  | Hässelby SK: Malin Skogström Lisa Duffy Lovisa Bivstedt Sofia Johnsson   | 3:50,72 min  | Upsala IF Friidrott: Ebba Svantesson Ida Ehroth Ida Jansson Klara Helande    | 3:52,44 min  |
| 4 × 800 m Staffel    | Turebergs FK: Hanna Hermansson Bianca Salming Yolanda Ngarambe Andrea Claeson   | 8:33,69 min  | Täby IS: Ida Holm Linn Kaldéren Greta Graziani Lovisa Linde              | 9:06,76 min  | IFK Lidingö: Rebecka Öberg Vilma Jonsson Mika Söderström Charlotte Schönbeck | 9:18,92 min  |
| 4 × 1500 m Staffel   | Turebergs FK: Isabellah Andersson Andrea Claeson Hanna Hermansson               | 13:25,73 min | Sävedalens AIK: Linn Söderholm Sara Christiansson Lisa Bergdahl          | 13:35,16 min | IFK Lidingö: Rebecka Öberg Mika Söderström Charlotte Schönbeck               | 14:23,32 min |
| Hochsprung           | Erika Kinsey                                                                    | 1,88 m       | Bianca Salming                                                           | 1,84 m       | Sofie Skoog                                                                  | 1,82 m       |
| Stabhochsprung       | Angelica Bengtsson                                                              | 4,62 m       | Michaela Meijer                                                          | 4,32 m       | Hanna Jansson                                                                | 4,02 m       |
| Weitsprung           | Kaiza Karlén                                                                    | 6,26 m       | Elin Larsson                                                             | 6,18 m       | Erica Jarder                                                                 | 6,16 m       |
| Dreisprung           | Emelie Nyman-Wänseth                                                            | 13,25 m      | Aina Grikšaitė                                                           | 13,22 m      | Maja Åskag                                                                   | 13,19 m      |
| Kugelstoßen          | Fanny Roos                                                                      | 18,57 m      | Maria Nilsson                                                            | 15,47 m      | Sara Lennman                                                                 | 15,25 m      |
| Diskuswurf           | Fanny Roos                                                                      | 56,89 m      | Caisa-Marie Lindfors                                                     | 55,98 m      | Emma Ljungberg                                                               | 54,77 m      |
| Hammerwurf           | Tracey Andersson                                                                | 66,89 m      | Grete Ahlberg                                                            | 65,32 m      | Ida Storm                                                                    | 62,89 m      |
| Speerwurf            | Ásdís Hjálmsdóttir                                                              | 57,49 m      | Anna Wessman                                                             | 52,99 m      | Mari Klaup-McColl                                                            | 52,62 m      |
| Siebenkampf          | Bianca Salming                                                                  | 5610 Punkte  | Amanda Holmberg                                                          | 5435 Punkte  | Jonna Lindéen                                                                | 4967 Punkte  |
| Klubmeisterschaften  | Spårvägens FK                                                                   | 79 Punkte    | Ullevi FK                                                                | 72 Punkte    | Hässelby SK                                                                  | 69 Punkte    |